# El Male Rahamim
 (juin 2020).
Si vous disposez d'ouvrages ou d'articles de référence ou si vous connaissez des sites web de qualité traitant du thème abordé ici, merci de compléter l'article en donnant les références utiles à sa vérifiabilité et en les liant à la section « Notes et références ».
El Male Rahamim ou El Maleh Rah’Amim (אל מלא רחמים, Dieu empli de miséricorde) est une prière faisant partie du rite funéraire juif, déclamée par l'officiant pour l'élévation de l'âme des personnes disparues lorsqu'on emmène le cercueil du défunt vers sa dernière demeure lors de l'inhumation, ou à l'occasion des journées de commémoration collective, ou en toute occasion où l'on évoque le souvenir des disparus.

## Versions
Il en existe une version « individuelle », une version pour les victimes de la Shoah et une pour les soldats israéliens « tombés pour la patrie ». 
La mention de la Tzedaka dans la version « individuelle » de la prière pourrait amener à penser qu'il s'agit d'une sorte d'« appel à la générosité pour la paroisse ». 
En réalité, le rappel, pour les victimes du nazisme, qu'elles moururent en « sanctifiant Son Nom », puisqu'elles furent condamnées pour le seul crime d'être Son peuple, et, pour les soldats d'Israël, qu'ils moururent en défendant la terre qu'Il leur a donnée en héritage, indique que la Tzedaka est à comprendre comme un mérite à mettre au compte du défunt lorsqu'il aura à comparaître devant le Tribunal Céleste. 
En récitant la prière, l'officiant sous-entend que la Tzedaka a déjà été versée, par la famille et les amis de la personne décédée.

## Texte, translittération et traduction
Cette version est au masculin, il faut changer le genre des mots aux endroits appropriés.
| Traduction française                                                                | Transcription                               | Hébreu                         |
| ----------------------------------------------------------------------------------- | ------------------------------------------- | ------------------------------ |
| Dieu empli de Miséricorde résidant dans les hauteurs                                | El Male Rahamim shokhen ba'meromim          | אֵל מָלֵא רַחֲמִים שׁוֹכֵן בַּמְּרוֹמִים      |
| Fais trouver (Accorde) le juste repos                                               | Hamtze mènou'ha nekhona                     | הַמְצֵא מְנוּחָה נְכוֹנָה               |
| sur (sous) les ailes de la Présence Divine                                          | 'al kanfeï Shekhina                         | עַל כַּנְפֵי הַשְּׁכִינָה                 |
| parmi les saints et les purs                                                        | bema'alot qedoshim outehorim                | בְּמַעֲלוֹת קְדוֹשִׁים וּטְהוֹרִים          |
| qui brillent comme la splendeur du firmament,                                       | Kezohar haraqi'a maz'hirim                  | כְּזוֹהַר הָרָקִיעַ מַזְהִירִים            |
| Cette partie est commune à la prière « individuelle » et à la prière « collective » |                                             |                                |
| Ce qui suit est la prière « individuelle » :                                        |                                             |                                |
| à l'âme d'Untel fils d'Untel,                                                       | ett nishmat Ploni ben Ploni                 | אֶת נִשְׁמַת פלוני בן פלוני         |
| qui est allé en son monde                                                           | shehalakh le'olamo                          | שֶׁהָלַךְ לְעוֹלָמוֹ                    |
| pour la tzedaka collectée                                                           | ba'avour shinedavou tzedaka                 | בַּעֲבוּר שֶׁנָדְבוּ צְדָקָה               |
| pour le souvenir de son âme.                                                        | be'ad hazkarat nishmato                     | בְּעַד הַזְכָּרַת נִשְׁמָתוֹ                |
| En conséquence, que le Maître de Miséricorde                                        | Lakhen ba'al hara'hamim                     | לָכֵן בַּעַל הָרַחֲמִים                 |
| le cache dans Ses ailes à jamais                                                    | Yastirèhou bèssèter k'nafav le'olamim       | יַסְתִּירֵהוּ בְּסֵתֶר כְּנָפָיו לְעוֹלָמִים     |
| et enveloppe son âme dans la vie (éternelle),                                       | Veyitzror bitzror ha'hayim ett nishmato     | וְיִצְרֹר בִּצְרוֹר הַחַיִּים אֶת נִשְׁמָתו     |
| Que Dieu soit son héritage.                                                         | HaShem hou na'halato                        | ה' הוּא נַחֲלָתוֹ                   |
| et puisse-t-il reposer en paix sur sa couche.                                       | Vayanou'ah beshalom al mishkavo             | וְיָנוּחַ בְּשָׁלוֹם עַל מִשְׁכָּבוֹ           |
| et nous disons Amen.                                                                | 'Venomar Amen                               | וְנֹאמַר אָמֵן.                     |
| Ici termine la version « individuelle ».                                            |                                             |                                |
| Ce qui suit est la prière collective pour les victimes de la Shoah :                |                                             |                                |
| à toutes les âmes des six millions de Juifs                                         | ett kol haneshamot                          | את כל הנשמות                   |
| des six millions de Juifs                                                           | shel sheshet milionei haYehoudim            | של ששת מיליוני היהודים         |
| disparus de la Shoah d'Europe                                                       | Hallalei haShoah beEiropa                   | חללי השואה באירופה             |
| qui (car ils) ont été tués, abattus, brûlés                                         | shene'hergou, shenish'hethou, shenisrafou   | שנהרגו, שנשחטו, שנשרפו         |
| et qui ont ajouté à la sanctification du Nom                                        | oushenossafou 'al Kiddoush Hashem           | ושנספו על קידוש השם            |
| aux mains des assassins allemands                                                   | biyedeï hamertza'him haGuermanim            | בידי המרצחים הגרמנים           |
| et leurs auxiliaires des autres peuples                                             | Vè'ozrèhem mishear ha'amim                  | ועוזריהם משאר העמים            |
| Du fait que toute l'assemblée prie                                                  | Ba'avour shekol haqahal mitpalel            | בעבור שכל הקהל מתפלל           |
| pour l'élévation de leurs âmes                                                      | lè'ilouï nishmotèhem                        | לעלוי נשמותיהם                 |
| En conséquence, que le Maître de Miséricorde                                        | Lakhen, ba'al hara'hamim                    | לָכֵן בַּעַל הָרַחֲמִים                 |
| "les cache dans le secret de Ses ailes pour l'éternité                              | Yastirem bèssètèr knafav le'olamim          | יסתירם בסתר כנפיו לעולמים      |
| et enveloppe leurs âmes dans la vie (éternelle)                                     | Veyitzror bitzror ha'hayim ett nishmoteihem | ויצרור בצרור החיים את נשמותיהם |
| (que) Dieu Soit leur héritage                                                       | HaShem Hou ne'halatam                       | ה' הוא נחלתם                   |
| Qu'au Paradis soit leur repos                                                       | BeGan Eden tehe menou'hatam                 | בגן-עדן תהא מנוחתם             |
| Et qu'ils se tiennent à leurs destins jusqu'à la fin des jours                      | Veyamdou legoralam lekets hayamim           | ויעמדו לגורלם לקץ הימים        |
| Et disons Amen                                                                      | Venomar amen                                | ונאמר אמן                      |

## Dans les arts
Une interprétation de la prière par Shalom Katz clôt le film de Vittorio De Sica, Le jardin des Finzi-Contini. Cette version évoque le génocide des Juifs d'Europe et cite les camps d'extermination de Auschwitz, Majdanek, Treblinka.